# Pashtrik

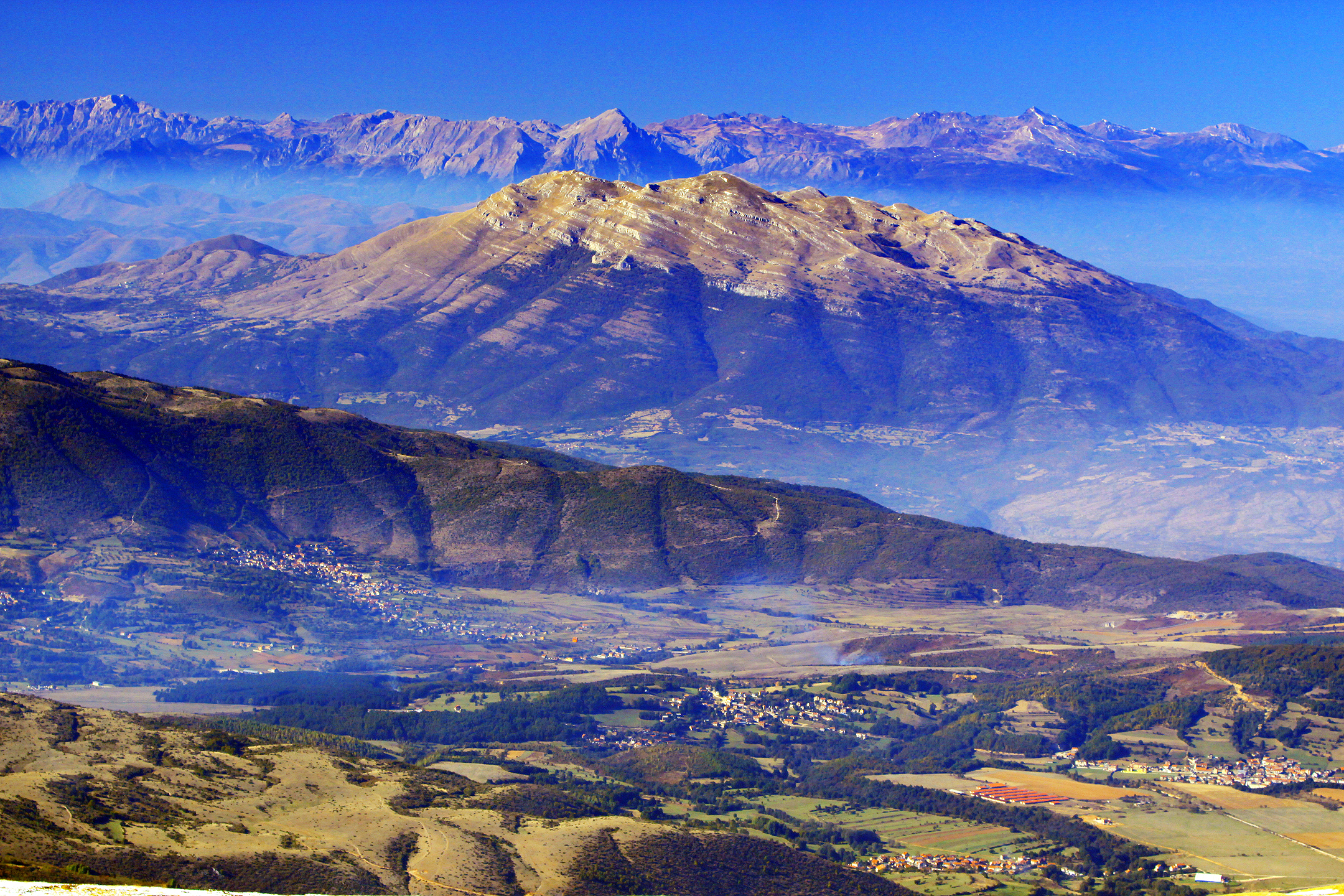
Blick auf die höchste Erhebung des Gebirgszugs, den Mali i Pashtrikut auf

Der Pashtrik (albanisch auch Pashtriku, serbisch Паштрик Paštrik) ist ein Gebirgszug im albanisch-kosovarischen Grenzgebiet zwischen Kukës, Kruma und Prizren. Seine höchste Erhebung trägt ebenfalls diesen Namen (Mali i Pashtrikut) und erreicht 1988 m ü. A. Der Gebirgszug ist der südliche Teil des Berglands von Has (Malësia e Hasit) und liegt größtenteils in Albanien.
Der Pashtrik fällt im Süden und im Norden steil ab. Dazwischen liegt auf über 1000 m ü. A. ein Hochplateau von bis zu vier Kilometern Breite, das nur leicht nach Norden an Höhe verliert. Am Fuß eines ausgeprägten Steilhangs am Nordrand liegt der Ort Kruma. Die südliche Grenze des Gebirgszugs wird vom Weißen Drin gebildet, der in diesem Bereich aber streckenweise zum Fierza-See gestaut wurde.
Der Pashtrik wird von mehreren Religionen als heilige Stätte verehrt. Katholiken, Bektaschi und Orthodoxe zelebrieren dort Feste.
Der Berg und seine Osthänge waren im Kosovokrieg umkämpft, siehe Schlacht von Paštrik.